# Circunscripción electoral de Melilla

Circunscripción de Melilla
Cortes Españolas* Congreso: 1 diputado (de 350)
- Senado: 2 senadores (de 266)Asamblea de Melilla* 25 diputados (de 25)

Melilla es una de las 52 circunscripciones electorales utilizadas como distritos electorales para la Cámara Baja de las Cortes Generales, el Congreso de los Diputados, y una de las 59 de la Cámara Alta, el Senado. En las elecciones a la Asamblea de Melilla constituye también una única circunscripción electoral, en la que se eligen 25 representantes que son concejales y diputados autonómicos al mismo tiempo, según su Estatuto de Autonomía.
Melilla elige a un diputado para el Congreso, siendo, junto con Ceuta, la circunscripción electoral que menos representantes tiene. Además, y al contrario que las otras 50 circunscripciones, no pueden aumentar su número de representantes aunque aumente su población. Para el Senado elige a dos representantes.

## Ámbito de la circunscripción y sistema electoral
En virtud de los artículos 68.2 y 69.4 de la Constitución Española de 1978 la circunscripción electoral para el caso de Melilla es su territorio municipal. El voto es sobre la base de sufragio universal secreto. En virtud del artículo 12 de la constitución, la edad mínima para votar es de 18 años.
En el caso del Congreso de los Diputados, el sistema electoral utilizado es a través de una lista cerrada con representación proporcional. En el caso del Senado, el sistema electoral sigue el escrutinio mayoritario plurinominal. Se eligen dos senadores y cada elector puede escoger hasta dos senadores, pertenezcan o no a la misma lista. Los dos candidatos más votados son elegidos.

## Asamblea de Melilla

### Diputados obtenidos por partido (1983-2023)
|                        | Partido Popular de Melilla          | PP de Melilla | 14 | 5  | 15 | 15 | 15 | 12 | 10 | 14 |
|                        | Unión del Pueblo Melillense         | UPM           | 2  | 3  | 15 |    |    |    |    |    |
|                        | Coalición por Melilla               | CpM           | 4  | 5  | 7  | 5  | 6  | 7  | 8  | 5  |
|                        | Partido Socialista de Melilla       | PSOE Melilla  | 5  | 2  | 3  | 5  | 2  | 3  | 4  | 3  |
|                        | Vox                                 | VOX           |    |    |    |    |    |    | 2  | 2  |
|                        | Ciudadanos-Partido de la Ciudadanía | CS            |    |    |    |    |    | 2  | 1  |    |
|                        | Somos Melilla                       | SML           |    |    |    |    |    |    |    | 1  |
| Partidos desaparecidos |                                     |               |    |    |    |    |    |    |    |    |
|                        | Grupo Independiente Liberal         | GIL           |    | 7  |    |    |    |    |    |    |
|                        | Partido Populares en Libertad       | PPL           |    |    |    |    | 2  | 1  |    |    |
|                        | Partido Independiente de Melilla    | PIM           |    | 3  |    |    |    |    |    |    |
| Total                  | Total                               | Total         | 25 | 25 | 25 | 25 | 25 | 25 | 25 | 25 |

a Los resultados corresponden a los de Coalición Popular: Alianza Popular-Partido Demócrata Popular-Unión Liberal (AP-PDP-UL).

## Congreso de los Diputados

### Diputados obtenidos por partido (1977-2023)
| Candidatura            | Candidatura     | 1977 | 1979 | 1982 | 1986 | 1989 | 1993 | 1996 | 2000 | 2004 | 2008 | 2011 | 2015 | 2016 | 2019 (I) | 2019 (II) | 2023 |
| ---------------------- | --------------- | ---- | ---- | ---- | ---- | ---- | ---- | ---- | ---- | ---- | ---- | ---- | ---- | ---- | -------- | --------- | ---- |
|                        | Partido Popular |      |      | 0    | 0    | 1    | 1    | 1    | 1    | 1    | 1    | 1    | 1    | 1    | 1        | 1         | 1    |
|                        | PSOE            |      |      | 1    | 1    | 0    | 0    | 0    | 0    | 0    | 0    | 0    | 0    | 0    | 0        | 0         | 0    |
| Partidos desaparecidos |                 |      |      |      |      |      |      |      |      |      |      |      |      |      |          |           |      |
|                        | UCD             | 1    | 1    | 0    |      |      |      |      |      |      |      |      |      |      |          |           |      |
| Total                  | Total           | 1    | 1    | 1    | 1    | 1    | 1    | 1    | 1    | 1    | 1    | 1    | 1    | 1    | 1        | 1         | 1    |

## Senado

### Senadores obtenidos por partido (1977-2023)
| Candidatura            | Candidatura     | 1977 | 1979 | 1982 | 1986 | 1989 | 1993 | 1996 | 2000 | 2004 | 2008 | 2011 | 2015 | 2016 | 2019 (I) | 2019 (II) | 2023 |
| ---------------------- | --------------- | ---- | ---- | ---- | ---- | ---- | ---- | ---- | ---- | ---- | ---- | ---- | ---- | ---- | -------- | --------- | ---- |
|                        | Partido Popular |      |      | 0    | 2    | 2    | 1    | 2    | 2    | 2    | 2    | 2    | 2    | 2    | 2        | 2         | 2    |
|                        | PSOE            | 0    | 0    | 2    | 0    | 0    | 1    | 0    | 0    | 0    | 0    | 0    | 0    | 0    | 0        | 0         | 0    |
| Partidos desaparecidos |                 |      |      |      |      |      |      |      |      |      |      |      |      |      |          |           |      |
|                        | UCD             | 2    | 2    |      |      |      |      |      |      |      |      |      |      |      |          |           |      |
| Total                  | Total           | 2    | 2    | 2    | 2    | 2    | 2    | 2    | 2    | 2    | 2    | 2    | 2    | 2    | 2        | 2         | 2    |